# Parowa (Basse-Silésie)
Pour les articles homonymes, voir Parowa.
Parowa est une localité polonaise de la gmina d'Osiecznica, située dans le powiat de Bolesławiec en voïvodie de Basse-Silésie.